# レクイエム (小惑星)
レクイエム（2254 Requiem）は、小惑星帯に位置する小惑星。
1977年8月19日、ソビエト連邦の天文学者ニコライ・チェルヌイフがクリミア天体物理天文台で発見した。

## 名称
この小惑星を発見した日に、発見者チェルヌイフの母は死去した。チェルヌイフは母の思い出を記念するために、この小惑星に「レクイエム」と名付けた。
命名は1980年10月の小惑星回報（MPC 5524）で公表された。

## 註
1. ↑  MPC 5524（1980年10月1日）